# Twin Towers
Twin Towers (hrv. "Tornjevi blizanci") je izraz u košarci za dvojicu igrača visokih oko 210 cm na poziciji centra i krlinog centra. Ovi igrači trebali bi osigurati nadmoć pod košem i donijeti uspjeh. Mnoge momčadi su eksperimentirale s Twin Towersima neke s uspjehom, a neke bez.

## Povijest
Prvi pravi "Twin Tower" tandem oformili su Warriorsi draftirajući 1963. Nate Thurmonda i njemu pridodali Wilta Chamberlaina. Nijh dvojica imali su nevjerojatne prosjeke od 55,4 koševa i 41,6 skokova. Ubrzo je Chamberlain mijenjan jer je Thurmond brzo napredovao,a Chamberlain im je postao skup. Još jednu verziju stvorili su New York Knicksi 1965. s Willisom Reedom i Waltom Bellamyem ali bez većeg uspjeha. Iako su im brojke bile odlične Bellamy je mijenjan u Pistonse za Davea DeBusscherrea. Tako je Reed dobio više prostora u reketu, a DeBusschere savršen krilni centar i tako su Knicksi osvojili 1970. i 1973. jedine naslove u povijesti. Novi takav tandem stvorili su Celticsi 1980. kada su draftirali McHalea i dobili Parisha. Njih dvojica dominirali su reketom i u kombinaciji s Birdom osvojili 3 NBA naslova. Nekoliko godina kasnije Rocketsima se pružila prilika biranja prvog izbora na draftu dvije godine zaredom. 1984. izabrali su 213 cm visokog centra Hakeema Olajuwona, a godinu kasnije 223cm visokog Ralpha Sampsona. Ponovno su stvoreni novi Twin Towersi i dali su rezultata. Nakon dvije sezone Rocketsi su se plasirali u NBA finale gdje su izgubili od Boston Celticsa. Unatoč gubitku činilo se da će Rocketsima pripasti budućnost, ali došle su ozljede. Zbog ozljede koljena Sampson je 43 utakmice. Nakon 19 utakmica u sezoni 1987./88. Sampson je mijenjan u Warriorse i tako je prekinuta suradnja Olajuwon-Sampson koja je puno obećavala. Ponovni pokušaj Knicksa za Twin Towerse pojavio se kada su kao prvi izbor na draftu 1985. izabrali Patricka Ewinga i njemu pridodali svog Billa Cartwrighta. Knicksi su polagali puno nade u njih ali sve je krenulo nizbrdo. U prvoj zajedničkoj sezoni Ewing je odigrao 50, a Cartwright samo 2 utakmice. Dvije sezone kasnije obojica su zdravi ali nema kemije među njima i sezonu su završili bez većeg uspjeha. Cartwright je ubrzo mijenjan u Bullse za Charlesa Oakleya. Ewing i Oakley su postali ponajbolji par centra i krilnog centra u novijoj povijesti. Kad se činilo da je koncept Twin Towersa neslavno propao, stigla je era Spursa. David Robinson je bio godinama jedan od najboljih NBA centara. Sezonu 1996./97. Spursi su završili s omjerom 20-62 zbog Robinsonove ozljede. Međutim sreća im se osmjehnula i dobili su prvi izbor na draftu. Na draftu 1997. odabrali su centra Tima Duncana. Odmah se vidjela njihova odlična suradnja i nakon dvije godine osvojili su prvi NBA naslov u klupskoj povijesti. 2003. već pomalo ostarjeli Robinson je prepustio glavnu ulogu Duncanu i njih obojica osvojili su još jedan NBA naslov. Danas imamo također neke Twin Towerse od kojih je najpoznatiji tandem Bynum-Gasol koji je u kombinaciji s Bryantom osvojio NBA naslov 2009. godine.

## Najpoznatiji "Twin Towersi"
- 1963. – 1965. Golden State Warriors - Wilt Chamberlain i Nate Thurmond
- 1965. – 1969. New York Knicks - Willis Reed i Walt Bellamy
- 1980. – 1993. Boston Celtics - Robert Parish i Kevin McHale
- 1984. – 1987. Houston Rockets - Hakeem Olajuwon i Ralph Samson
- 1997. – 2003. San Antonio Spurs - Tim Duncan i David Robinson
- 2008. – 2009. Toronto Raptors - Chris Bosh i Jermaine O'Neal
- 2008. – 2012. Los Angeles Lakers - Pau Gasol i Andrew Bynum

## Statistike
| Godina        | Klub     | Igrači           | Utakmice | Koš.         | Skok.        | Blok.           | Uspjesi           |
| ------------- | -------- | ---------------- | -------- | ------------ | ------------ | --------------- | ----------------- |
| 1963. – 1965. | Warriors | Wilt Chamberlain | 118      | 4428 (37,5)  | 2680 (22,7)  | nisu se brojale | NBA finale        |
| 1963. – 1965. | Warriors | Nate Thurmond    | 153      | 1806 (11,8)  | 2185 (14,3)  | nisu se brojale | NBA finale        |
| 1965. – 1969. | Knicks   | Willis Reed      | 317      | 6224 (19,6)  | 4283 (13,5)  | nisu se brojale | Polufinale Istoka |
| 1965. – 1969. | Knicks   | Walt Bellamy     | 268      | 5072 (18,9)  | 3562 (13,3)  | nisu se brojale | Polufinale Istoka |
| 1980. – 1993. | Celtics  | Robert Parish    | 1032     | 17379 (16,8) | 10509 (10,2) | 1607 (1,6)      | 3 NBA naslova     |
| 1980. – 1993. | Celtics  | Kevin McHale     | 971      | 17335 (17,9) | 7122 (7,3)   | 1691 (1,7)      | 3 NBA naslova     |
| 1984. – 1987. | Rockets  | Hakeem Olajuwon  | 304      | 6849 (22,5)  | 3572 (11,8)  | 919 (3,0)       | NBA finale        |
| 1984. – 1987. | Rockets  | Ralph Samson     | 223      | 4275 (19,2)  | 2276 (10,2)  | 388 (1,7)       | NBA finale        |
| 1985. – 1988. | Knicks   | Patrick Ewing    | 195      | 4007 (20,5)  | 1682 (8,6)   | 495 (2,5)       | Prvi krug         |
| 1985. – 1988. | Knicks   | Bill Cartwright  | 142      | 1942 (13,7)  | 839 (5,9)    | 70 (0,5)        | Prvi krug         |
| 1997. – 2003. | Spurs    | Tim Duncan       | 451      | 10324 (22,9) | 5548 (12,3)  | 1129 (2,5)      | 2 NBA naslova     |
| 1997. – 2003. | Spurs    | David Robinson   | 424      | 6424 (15,2)  | 3883 (9,2)   | 942 (2,2)       | 2 NBA naslova     |